# المنيا (الصف)
قرية المنيا هي إحدى القرى التابعة لمركز الصف في محافظة الجيزة في جمهورية مصر العربية. حسب إحصاءات سنة 2006، بلغ إجمالي السكان في المنيا 18651 نسمة، منهم 9652 رجل و8999 امرأة.